# NASCAR Craftsman Truck Series de 2001
A Temporada da NASCAR Craftsman Truck Series de 2001 foi a sétima edição da NASCAR Camping World Truck Series, com 26 etapas disputadas o campeão foi Jack Sprague.